# Lago Nahuel Huapi
O Nahuel Huapi é um lago argentino de origem glacial com 550 km² situado a cerca de 700 metros acima do nível do mar a pouca distância da fronteira com o Chile. É compartilhado pelas províncias argentinas de Río Negro e Neuquén e é margeado pelo Parque Nacional Nahuel Huapi, nos contrafortes dos Andes. Às suas margens foi fundada em 1895 a famosa cidade de San Carlos de Bariloche.
Em mapuche, um idioma dos nativos habitantes da região de Bariloche, Nahuel Huapi significa "Ilha do Jaguar" ou "Ilha do Puma", em alusão ao que hoje é a Isla Victoria, uma das principais atrações do parque, junto com o Bosque de Arrayanes.
O lago se destaca por sua profundidade (a máxima alcança os 450 m) e por suas sete ramificações ou braços: Campanario, de la Tristeza, Blest, Machete, del Rincón, Última Esperanza e Huemul. É também a nascente do rio Limay. Posui várias ilhas, sendo a maior de todas e importante por sua atividade turística a Isla Victoria, com 31 km².

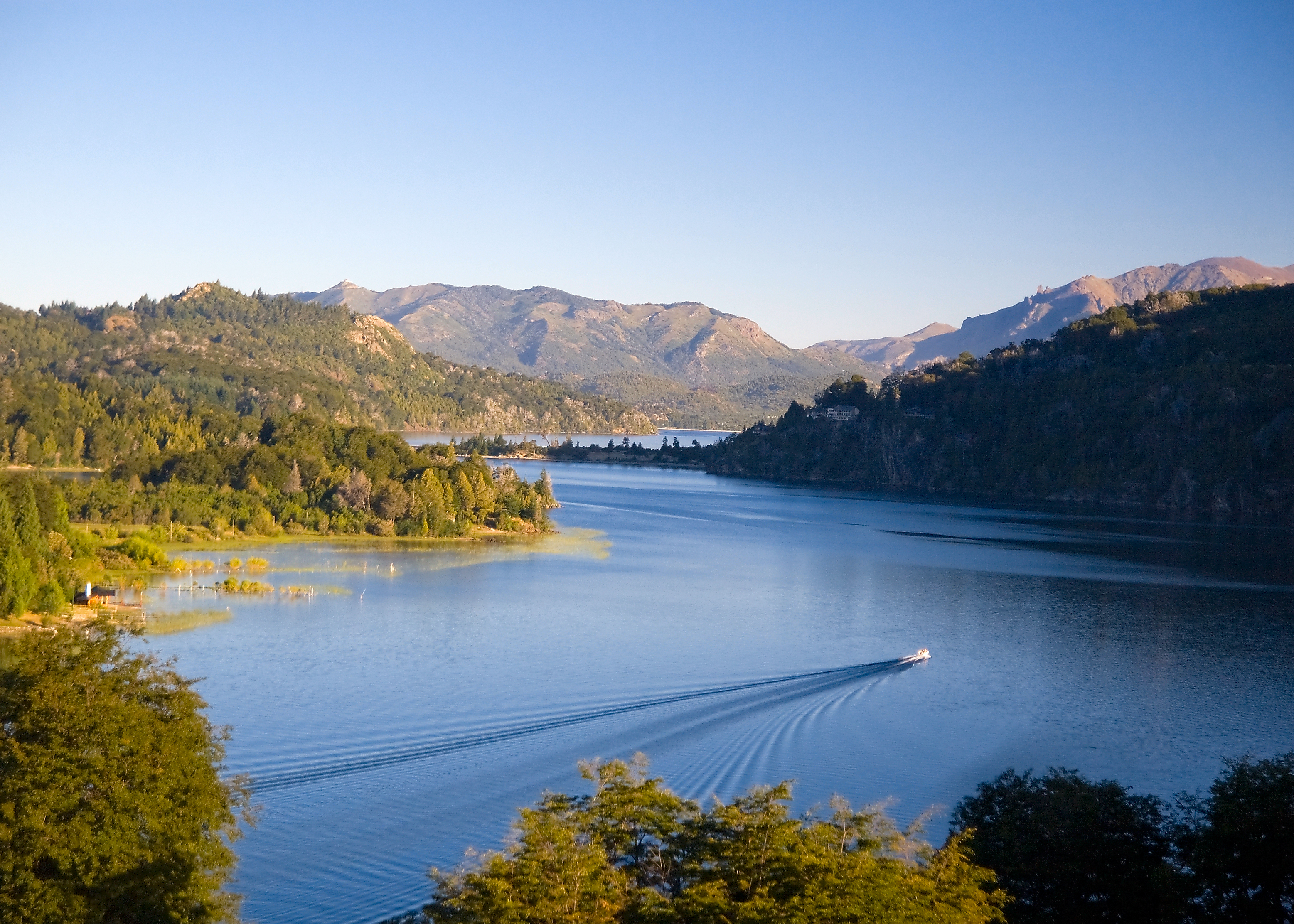
Lago Nahuel Huapi, o primeiro Parque Nacional da Argentina.

Suas águas, suas ilhas e a paisagem ao seu redor o tornam um dos locais de maior atração do sul da Argentina. Quiçá aqueles que ficam poucos dias na cidade de San Carlos de Bariloche não têm a oportunidade inesquecível de presenciar a mudança de cores das suas águas. De um azul-turquesa intenso em dias ensolarados, para um tom prateado em dias nublados e quase negro em dias chuvosos. E quando quase não ha vento, suas águas são como um enome espelho que reflete os contrastes da natureza que o envolve.
Foi descoberto em 1670 por missionários jesuítas provenientes de Castro, na ilha de Chiloé. Estes fundaram uma missão na península Huemul, às margens do lago, para evangelizar os nativos.
A missão foi abandonada em 1718 devido ao assassinato de 5 religiosos. Quase dois séculos depois, a 22 de Janeiro de 1876, o perito Francisco Pascasio Moreno (mais conhecido como Perito Moreno) subiu o rio Limay, chegando à margem leste do lago.
Atualmente diversas embarcações percorrem suas águas levando turistas e amantes das paisagens patagónicas.

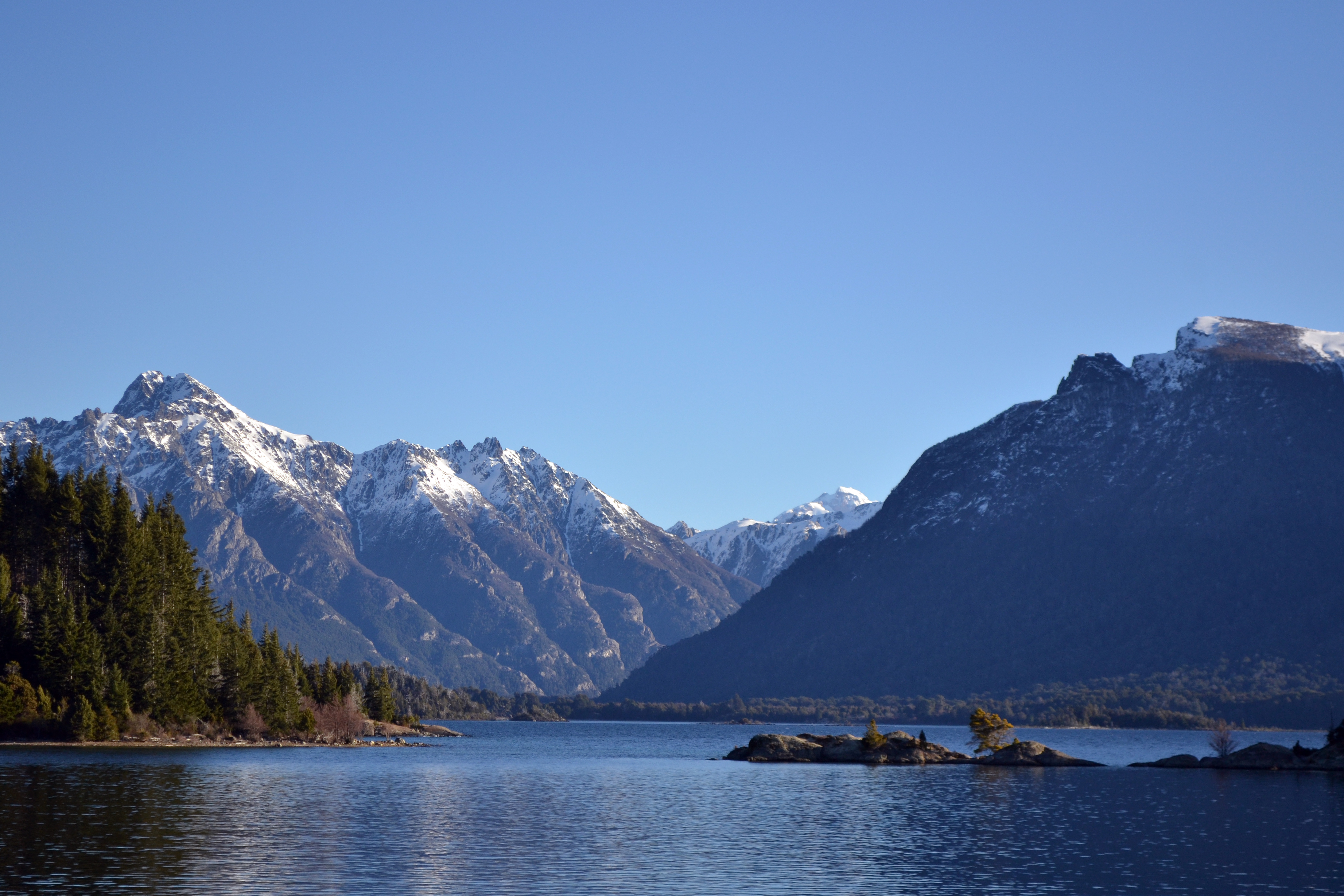
Lago Nahuel Huapi

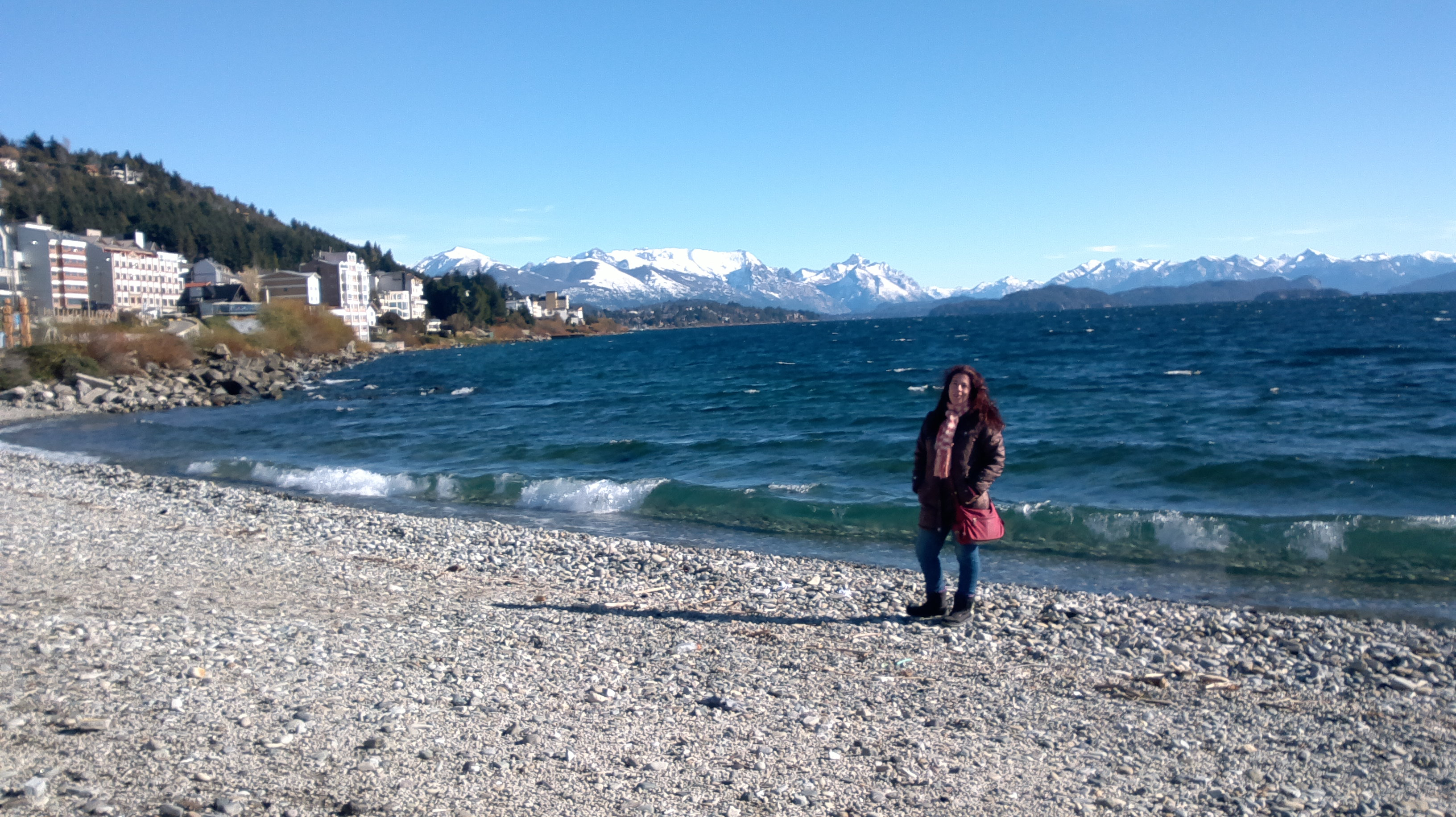
Ondas no Nahuel Huapi

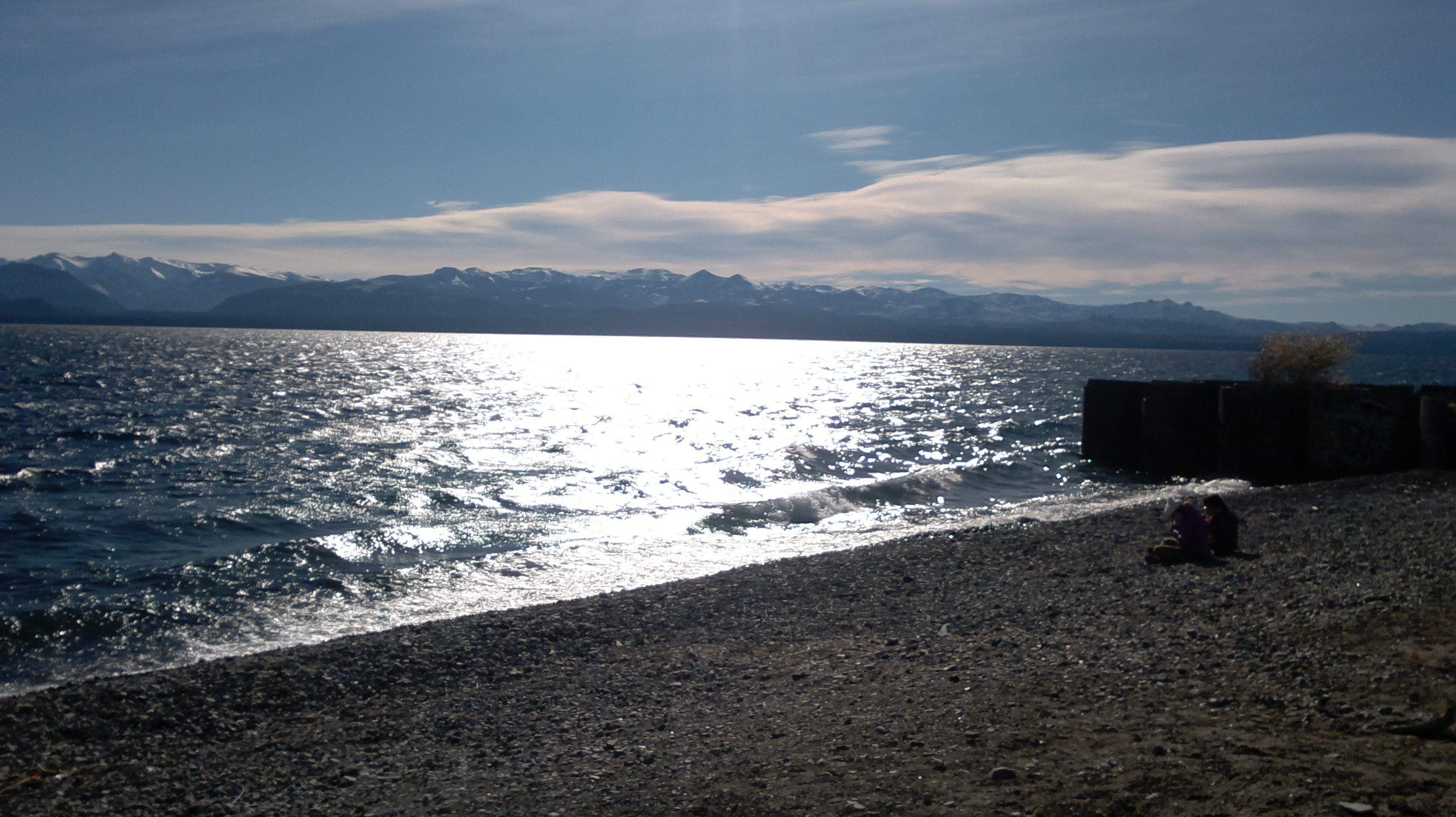
Nahuel Huapi

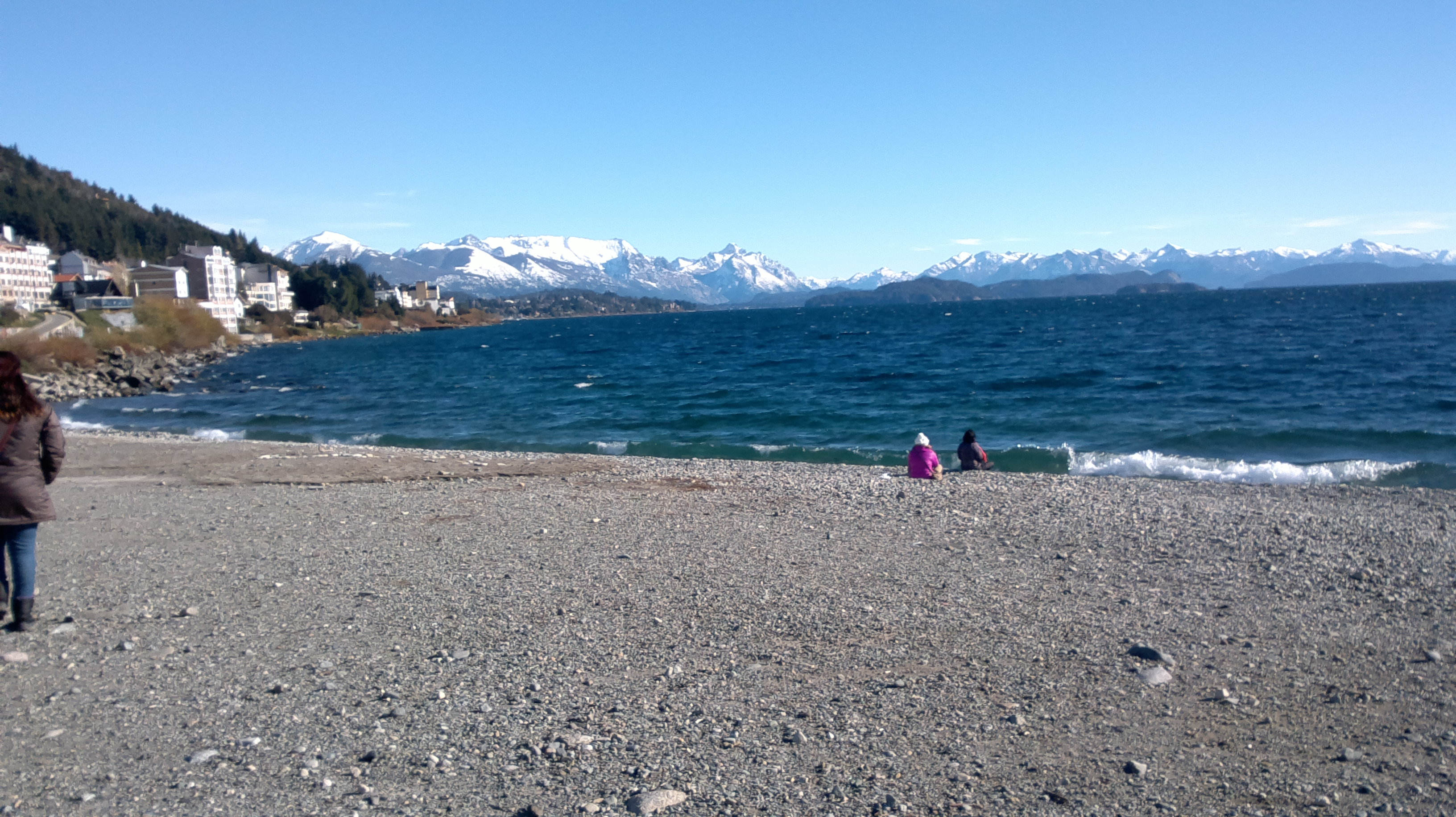
Vista do Canto esquerdo do Lago